# Fuertescusa
Fuertescusa là một đô thị trong tỉnh Cuenca, cộng đồng tự trị Castile-La Mancha Tây Ban Nha. Đô thị này có diện tích là 64,1 ki-lô-mét vuông, dân số năm 2009 là 93 người với mật độ 1,45 người/km². Đô thị này có cự ly 57 km so với tỉnh lỵ Cuenca.